# Erylus fibrillosus
Erylus fibrillosus is een sponzensoort uit de familie Geodiidae in de klasse gewone sponzen (Demospongiae).
De wetenschappelijke naam van de soort werd in 1983 gepubliceerd door Lévi & Lévi.